# Campeonato de Fórmula Truck de 1996
O Campeonato de Fórmula Truck de 1996 foi a primeira edição da categoria no Brasil, organizada pela Confederação Brasileira de Automobilismo.
O primeiro campeão foi o piloto paulista Renato Martins, com um caminhão Scania, enquanto o vice foi Sérgio Drugovich, com apenas quatro pontos atrás.

## Classificação
| Pos. | Piloto                     | Marca         | Pontos |
| ---- | -------------------------- | ------------- | ------ |
| 1    | Renato Martins             | Scania        | 88     |
| 2    | Sérgio Drugovich           | Scania        | 84     |
| 3    | Vignaldo Fizio             | Scania        | 29     |
| 4    | Wagner França              | Scania        | 22     |
| 5    | Thiago Grison              | Volvo         | 14     |
| 6    | Oswaldo Drugovich Jr.      | Scania        | 13     |
| 7    | Sidney Alves               | Volvo         | 12     |
| 8    | Clóvis Navarro             | Scania        | 9      |
| 9    | Vanderley de Brito         | Scania        | 9      |
| 10   | Pedro Rodrigues            | Scania        | 8      |
| 11   | Luiz Carlos Lanzoni        | Scania        | 8      |
| 12   | Gilberto Hidalgo           | Mercedes-Benz | 6      |
| 13   | José Cangueiro             | Mercedes-Benz | 5      |
| 14   | Francisco Martin           | Volkswagen    | 2      |
| 15   | Eduardo Fráguas "Macarrão" | Volvo         | 1      |
| 16   | Eraldo Rosa                | Scania        | 1      |
| 17   | Antonio Martins            | Scania        | 1      |
| 18   | Dirceu Júnior              | Scania        | 0      |
| 19   | José Luís Barrionuevo      | Scania        | 0      |

## Fonte
- História da Fórmula Truck